# Cultura galo-romana

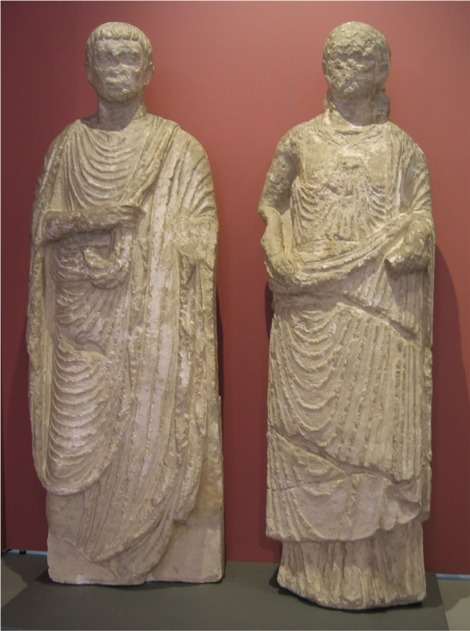
Figuras galo-romanas encontradas em Ingelheim am Rhein.

O termo galo-romano descreve a cultura romanizada da Gália sob o controle do Império Romano. Ela foi caracterizada pela adoção ou adaptação por parte dos gauleses dos costumes e modo de vida romanos em um contexto gaulês único. A bastante estudada fusão de culturas na Gália fornece aos historiadores um modelo com o qual podem-se comparar e contrastar desenvolvimentos paralelos em outras províncias romanas menos estudadas.
Após as invasões bárbaras do início do século V, a cultura galo-romana persistiria particularmente nas áreas da Gália Narbonense que se desenvolveram na Occitânia, Gália Cisalpina e, em um grau menor, Aquitânia. O antigo norte da Gália romanizado, uma vez ocupado pelos Francos, evoluiria para a cultura merovíngia em vez da cultura galo-romana. A vida romana, centrada em eventos públicos e na responsabilidade cultural da vida urbana na res publica e na (às vezes) luxuosa vida do sistema de vilas rural auto-suficiente, demorou bastante tempo para deixar de existir nas regiões galo-romanas, onde os Visigodos herdaram o status quo no início do século V. A linguagem galo-romana perdurou no nordeste na Silva Carbonaria, que formava uma barreira cultural efetiva com os francos ao norte e a leste, e a noroeste no baixo vale do Loire, onde a cultura galo-romana entrava em contato com a cultura franca em cidades como Tours e na pessoa daquele bispo galo-romano que se confrontava com os reis merovíngios, Gregório de Tours.

## Política
A Gália foi dividida pela administração romana em três províncias (Bélgica, Narbonense e Aquitânia) que, por sua vez, foram subdivididas no final do século III na reforma de Diocleciano em duas dioceses, Gália e Vienense, sob a prefeitura pretoriana das Gálias. A nível local, era composta de cividades que preservaram, de maneira geral, as fronteiras das antigas tribos gaulesas independentes, que tinham sido organizadas em grande parte em estruturas de aldeias que mantiveram alguns dispositivos nas formas urbanas romanas que lhes sucederam.
Durante o período romano, uma proporção crescente de gauleses obteve a cidadania romana. Em 212, a Constituição Antonina estendeu a cidadania a todos os homens nascidos livres no Império Romano.

## Arte galo-romana
A cultura romana apresentou uma nova fase de esculturas antropomórficas à comunidade gaulesa. Sintetizado com as tradições celtas de refinada metalurgia, desenvolveu-se um rico patrimônio de esculturas em prata. A agitações dos séculos II e V motivaram a população a esconder, enterrando, tal patrimônio, o que protegeu algumas peças galo-romanas em prata de vilas e templos de pilhagens e destruição. A exibição da prata galo-romana colocou em evidência especificamente objetos dos tesouros encontrados em Chaourse (Mâcon), Graincourt-lès-Havrincourt (Pas-de-Calais), Notre-Dame d'Allençon (Maine-et-Loire), e Rethel (Ardenas, encontrado em 1980).

## Sítios galo-romanos
As três Gálias mais romanizadas eram interligadas por uma rede de estradas romanas que ligavam as cidades. A Via Domícia (construída em 118 a. C.), ligava Nîmes aos Pirenéus, onde ela encontrava a Via Augusta no Passo de Panissars. A Via Aquitânia unia Narbona, onde ela encontrava a Via Domícia, ao oceano Atlântico através de Tolosa e Bordéus.

### Cidades
- Arles - restos incluem Alyscamps, uma grande necrópole romana;
- Autun
- Glanum, perto de Saint-Rémy-de-Provence
- Narbona
- Nîmes - restos incluem a Maison Carrée
- Orange
- Vaison-la-Romaine
- diversos anfiteatros romanos ainda existem na França. (consulte a lista de anfiteatros)

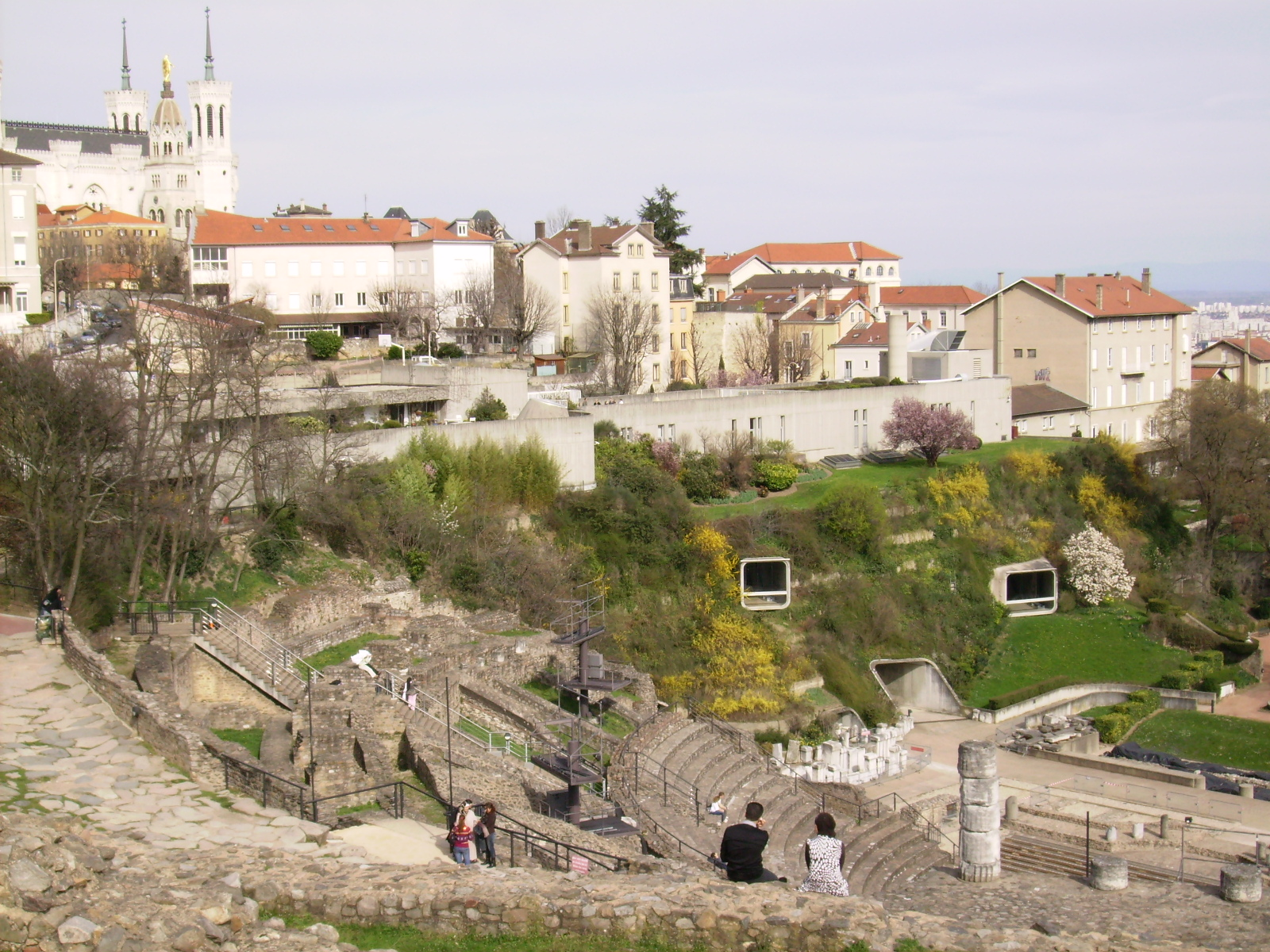
O museu galo-romano no anfiteatro de Lugduno.

### Anfiteatros
- Arelate (moderna Arles)
- Grand
- Lugduno (moderna Lyon)
- Nemauso (moderna Nîmes)
- Lutécia (moderna Paris): Arenas de Lutécia
- Mediolano dos Santões (moderna Saintes)

### Aquedutos
- Pont du Gard
- Aqueduto de Barbegal